# Agathe de La Fontaine
Agathe de La Fontaine (ur. 27 marca 1972 w Paryżu) – francuska aktorka filmowa.

## Filmografia
- 1994 - Dzieciak-zabójca (Killer Kid) jako Isabelle
- 1994 - Jeanne jako Viva
- 1994 - Fantaghiro 4 jako Angelica
- 1994 - Ludwik z 19, król szklanego ekranu (Louis 19, le roi des ondes) jako Julie Leduc
- 1996 - Le Secret de Julia jako Léone
- 1996 - La Nouvelle tribu jako Victoria
- 1997 - Następne dziewięć i pół tygodnia (Another 9 1/2 Weeks albo Love in Paris) jako Claire
- 1998 - Pociąg życia (Train de vie) jako Esther
- 2007 - Motyl i skafander (Le Scaphandre et le papillon) jako Inès